# 薫風 (企業)
薫風スポーツ株式会社（Kumpoo Sports)は2011年7月に千葉県船橋市に設立したスポーツメーカーで世界各国に代理店を構えている。

## 概要
バドミントン用品の製造・販売を行っているスポーツメーカー。

## 沿革
- 2011年 - 前身の株式会社薫風のバドミントン部門が独立する形で、薫風スポーツ株式会社を設立[1]